# ダカール・ニジェール鉄道

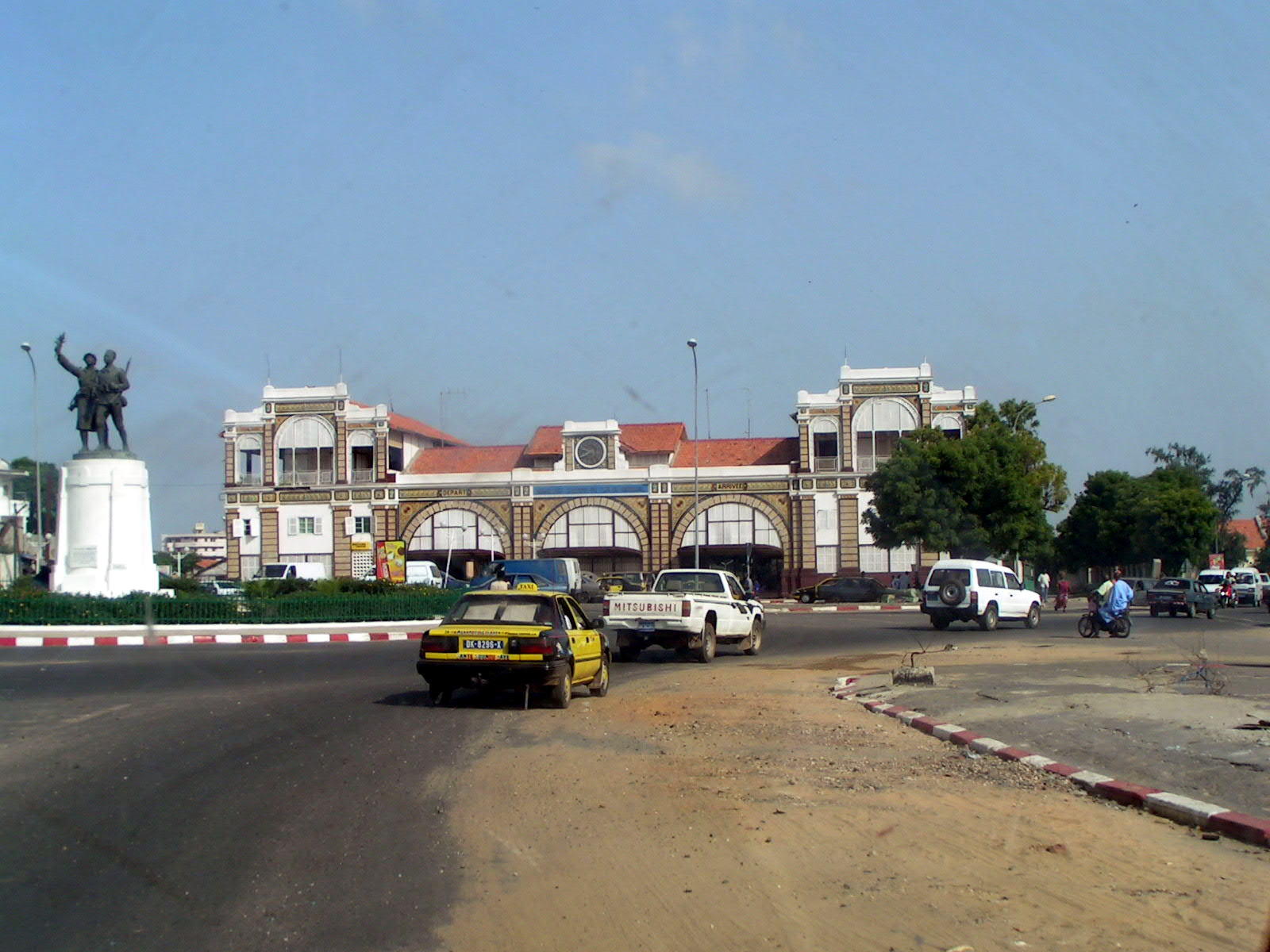
ダカール駅

ダカール・ニジェール鉄道（ダカール・ニジェールてつどう、Chemin de fer Dakar-Niger）は、西アフリカのダカール（セネガル）とクリコロ（マリ）間を結ぶ鉄道路線。全長1287km。そのうち、641kmがマリ側路線である。なお、路線名にある「ニジェール」は、ニジェール共和国ではなく、ニジェール川を意味する。2013年のマリ共和国における旅客輸送は、バマコ－カイ間（カティ、ディアム経由）をたったの3日間、運行したにすぎなかった。2014年に国際旅客輸送、つまり、マリとセネガルをまたぐ運行は行われなかった。ただし、セネガルにおいて、ダカール－ティエス間は旅客輸送が存在する。

## 歴史

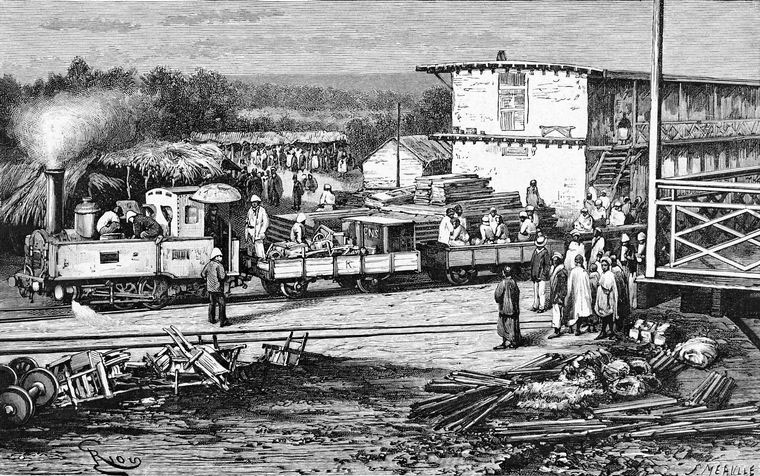
1889年のカイ（カイェス）駅着工当時の様子

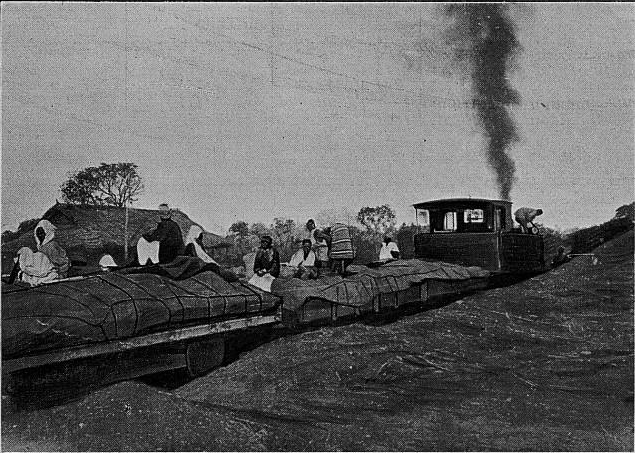
1908年頃の列車

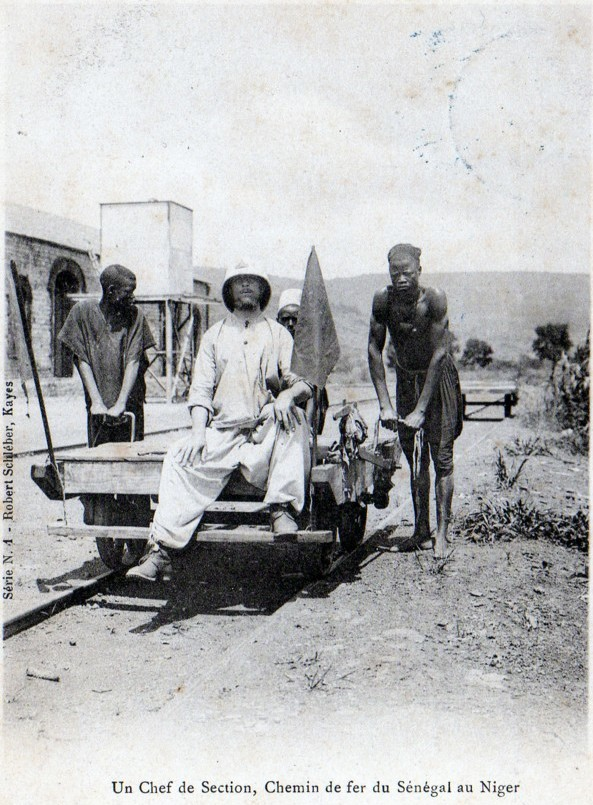
1904年、フランス植民地時代の鉄道検査官と正体不明の男性3人

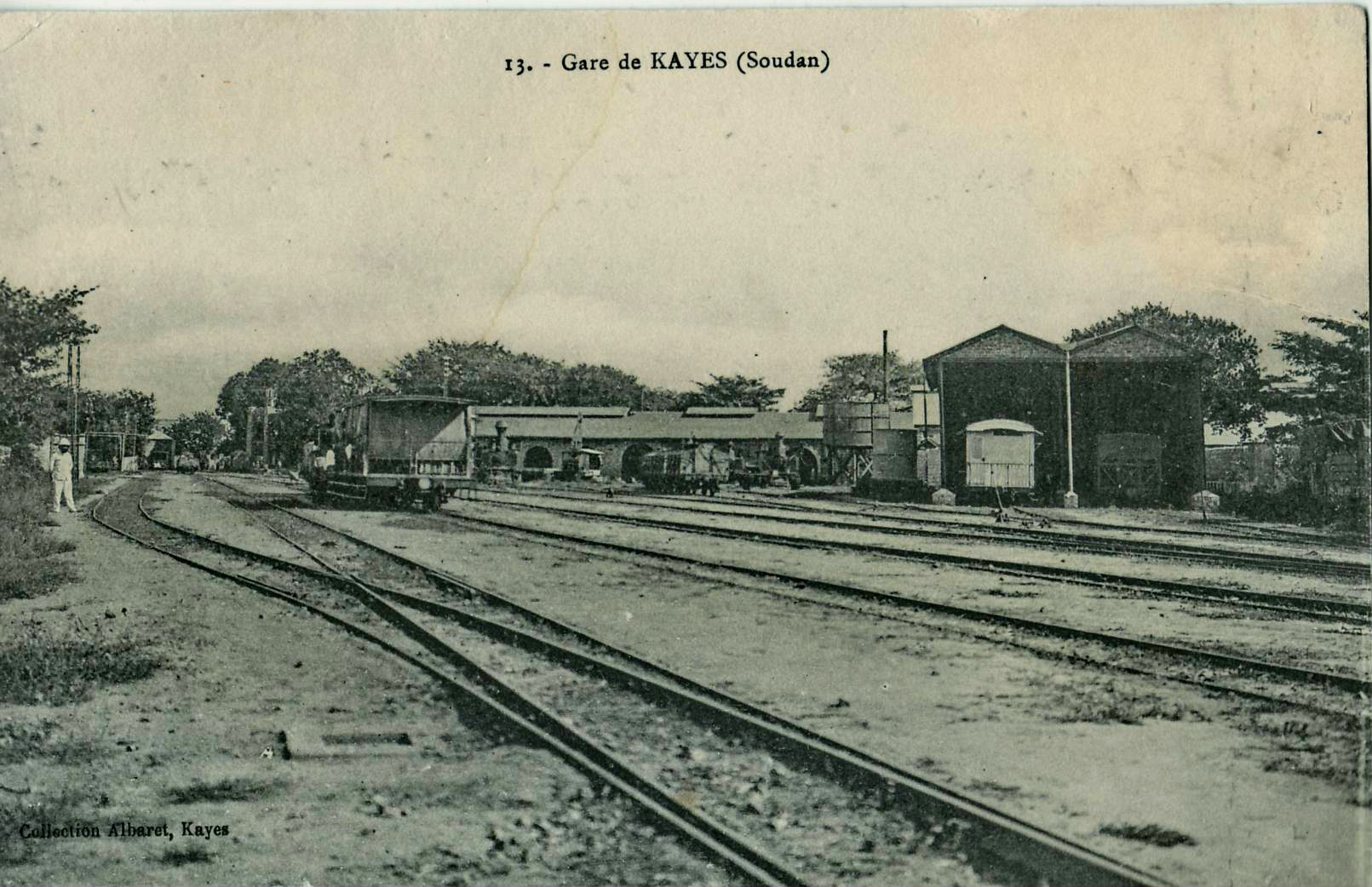
20世紀になって開業したカイ（カイェス）駅の様子

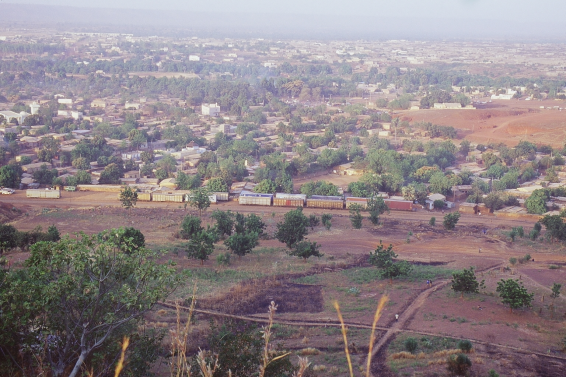
20世紀末から2005年頃までの間に撮影されたカティ駅の様子

ダカール港とニジェール川を結ぶ鉄道路線建設計画は、19世紀終わりごろフランス領スーダン総督ジョゼフ・ガリエニにより構想された。内陸のマリにまで鉄道を敷設し、ニジェール川を用いた物流ルートと結びつけ、内陸で生産された原料の輸送を可能にする狙いがあった。1905年、クリコロからアンビデディまでの区間が開通。1915年、ダカールからンジュルベルまでが開通し、1925年にダカールからクリコロ間が開通した。
1947年には鉄道労働者がフランスの労働者と同等の権利を求めてストライキを行い、ストは数か月間続いた。セネガル人作家センベーヌ・ウスマンは小説「神の森の木々」の中でこの事件を取り扱い、フランスの過酷な植民地経営を詳細に描いた。出版は「アフリカの年」1960年。大きな社会的影響を与えた。
1960年、マリ連邦（現在のセネガルとマリ）としてフランスから独立を果たしたが、同年にセネガルとマリへと分裂、両国の緊張関係が生じた。ダカール・ニジェール鉄道も1962年に国営マリ鉄道と国営セネガル鉄道に分割された。そのため、独立直前に約80万トンあった年間の貨物輸送は、一時約3万トンにまで落ち込んだ。1990年代においても、独立前の輸送量にまで戻らなかった。

## 運営管理
管理が難しく投資も不足したことから、インフラストラクチャーの劣化と資材の使い回し状態に陥った。運行が遅延することもたびたびであった。2003年10月から、セネガルとマリは、フランスとカナダの企業連合体（コンソーシアム）である Transrail SA に運営を委任した。同企業連合の資本はカナダの投資会社51%、セネガル及びマリの政府20%、従業員9%、残りはマリとセネガルの個人投資家であった。
旅客サービスを維持することがコンソーシアムに定められたはずの義務であるにもかかわらず、Transrail は貨物運輸に注力しようとした。3分の2の駅が閉鎖され、接続数も減少したことから、孤立した地域が不便になってしまった。2007年には Transrail がベルギー企業 Vecturis に買収された。Vecturis は頻発するストライキや社会環境の悪化の中で、2009年に39万トン、2010年に約44万トンの貨物輸送を行った。輸送品目は内陸から綿花、海岸部からは生活必需品の輸送需要に対応した。今後は鉱物とセメント輸送の需要動向に注視するとしていた。2012年に運行を停止。

## 改修
2015年12月、マリとセネガルは、マリの首都バマコからセネガルの首都ダカールまでの1287キロメートルを標準軌により新たに敷設しなおす契約を中国鉄建とそれぞれ交わした。しかしながら、マリ国内で中国鉄建の人員が襲撃されるなどし、当初4年とされていた工期は大幅に遅延していた。2019年11月28日にマリ、セネガル、世界銀行の三者会談が開催され、今後の作業工程等の確認がなされた。

## 概要
- ニジェールまでの計画路線であるが、マリのクリコロ以遠の路線建設はなされていない。
- ダカール～クリコロ間の所要時間は29時間である。
- ダカールと、マリの首都バマコを結ぶ国際列車が、週1往復運転されている。この列車の車両は、かつてフランス国鉄の看板列車で、パリとニースを結ぶTEEとして活躍した「ル・ミストラル」の客車を輸入して使用している。

## その他情報
- 日本のテレビ番組、「世界の車窓から」で取り上げられたことがある。DVD化されており、貴重な映像資料となっている。